# Very Dionne
| Оценки критиков               | Оценки критиков |
| Источник                      | Оценка          |
| ----------------------------- | --------------- |
| AllMusic                      | [ 1 ]           |
| Billboard                     | без оценки      |
| Encyclopedia of Popular Music | [ 3 ]           |

Very Dionne — четырнадцатый студийный альбом американской певицы Дайон Уорвик, выпущенный в 1970 году на лейбле Scepter Records. Продюсерами альбома стали Берт Бакарак и Хэл Дэвид. Это последний альбом певицы, записанный на лейбле Scepter Records, следующий альбом её выйдет уже в сотрудничестве с Warner Bros. Records.
В поддержку альбома было выпущено два сингла «Make It Easy on Yourself» и «The Green Grass Starts to Grow», которые смогли добраться до 2 строчки чарта Easy Listening. Сам альбом достиг 37 места в чарте Billboard Top LPs и 8 места в Hot R&B LPs. В чарте Канады альбом занял 35 строчку.

## Список композиций
| №  | Название                         | Автор(ы)                       | Длительность |
| -- | -------------------------------- | ------------------------------ | ------------ |
| 1. | «Check Out Time»                 | Берт Бакарак, Хэл Дэвид        | 4:06         |
| 2. | «Yesterday»                      | Джон Леннон, Пол Маккартни     | 2:36         |
| 3. | «We’ve Only Just Begun»          | Пол Уильямс, Роджер Николс     | 3:07         |
| 4. | «Here’s That Rainy Day»          | Джимми Ван Хьюзен, Джонни Берк | 3:35         |
| 5. | «The Green Grass Starts to Grow» | Берт Бакарак, Хэл Дэвид        | 3:00         |

| №   | Название                                       | Автор(ы)                        | Длительность |
| --- | ---------------------------------------------- | ------------------------------- | ------------ |
| 6.  | «They Don't Give Medals to Yesterday's Heroes» | Берт Бакарак, Хэл Дэвид         | 2:55         |
| 7.  | «Walk the Way You Talk»                        | Берт Бакарак, Хэл Дэвид         | 2:50         |
| 8.  | «Make It Easy on Yourself»                     | Берт Бакарак, Хэл Дэвид         | 3:34         |
| 9.  | «Going Out Of My Head»                         | Тедди Рандаззо, Бобби Вайнштейн | 3:08         |
| 10. | «I Got Love»                                   | Гэри Гелд, Питер Аделл          | 2:26         |

## Чарты
| Чарт (1970-71)                         | Пиковая позиция |
| -------------------------------------- | --------------- |
| Канада (RPM Top Albums/CDs)            | 35              |
| Норвегия (VG-lista)                    | 14              |
| США (Billboard 200)                    | 37              |
| США (Billboard Top R&B/Hip-Hop Albums) | 8               |